# 海清寺塔
34°38′57″N 119°15′20″E / 34.64917°N 119.25556°E
海清寺塔位于中国江苏省连云港市新浦区东郊云台乡大村水库旁，原位于海清寺前，故而得名，现海清寺已毁。俗称“大村塔”。因此塔是为供养“释迎真身舍利”和“阿育王灵牙”而建，故又名“阿育王塔”。1956年被列为江苏省文物保护单位，2006年被列为第六批全国重点文物保护单位。
海清寺塔建于北宋天圣元年至九年（1023年～1031年），为八角九层楼阁式砖塔，高40.58米。塔身东西南北四面各辟券门。